# Ponta Verde (São Filipe)
Ponta Verde es una villa caboverdiana del municipio de Porto Novo.

## Geografía
La villa está situada en la isla de Fogo.

## Organización territorial
La villa abarca los lugares y barrios de:
- Achada Fonseca
- Afonso Gil
- Boca Larga
- Casa Velha
- Coroa
- Cumba
- Fontinha
- Piasco
- Ponta Verde
- Roqueira